# Maret Balkestein-Grothues

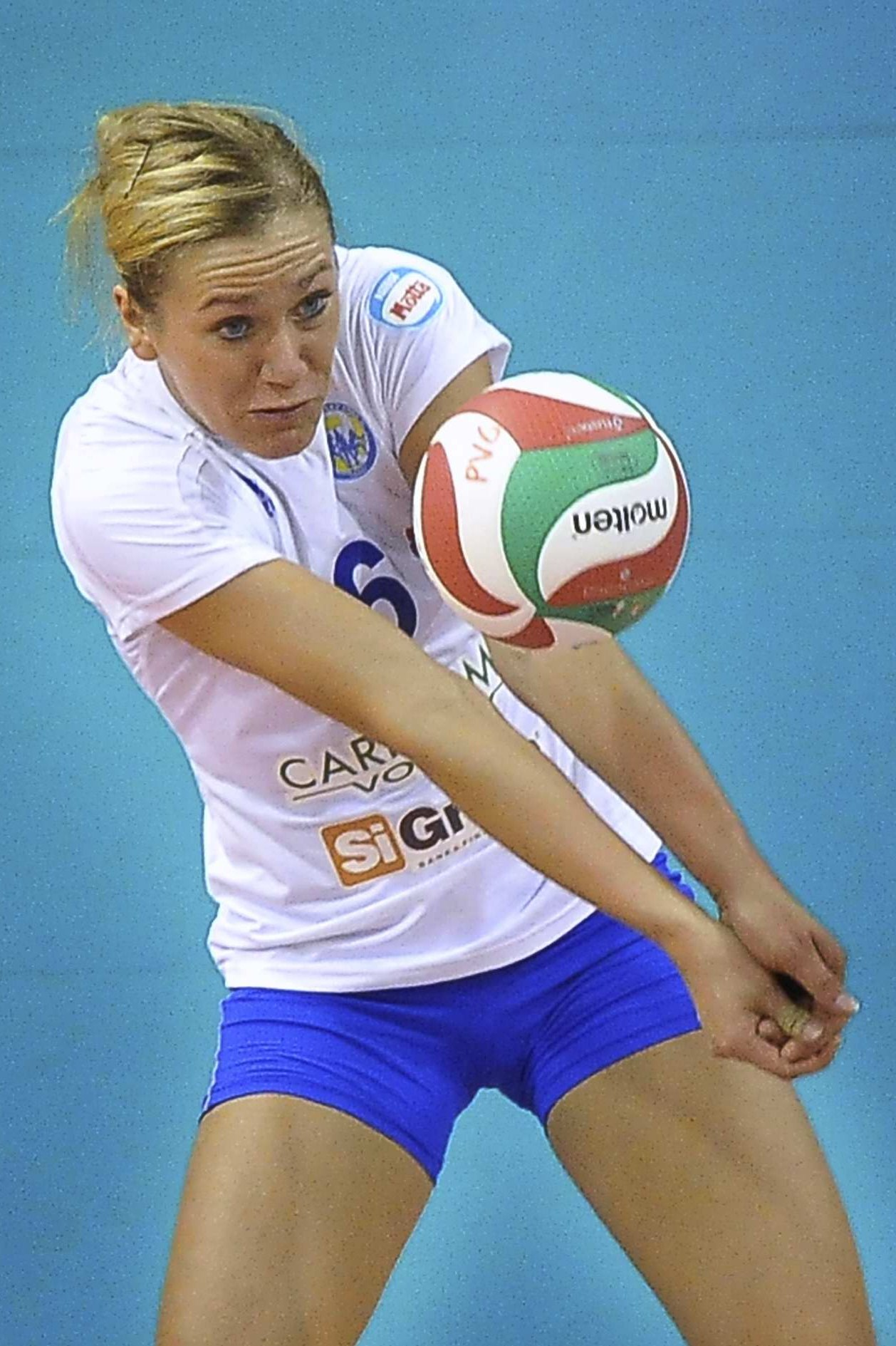
Maret Grothues zawodniczką Cariparma Sigrade Parma

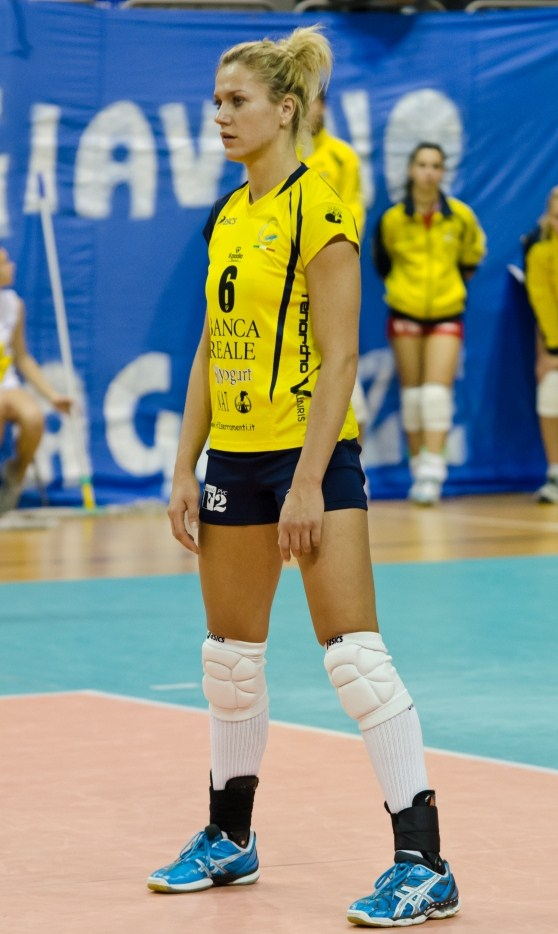
Maret Grothues zawodniczką Cuatto Giaveno Volley

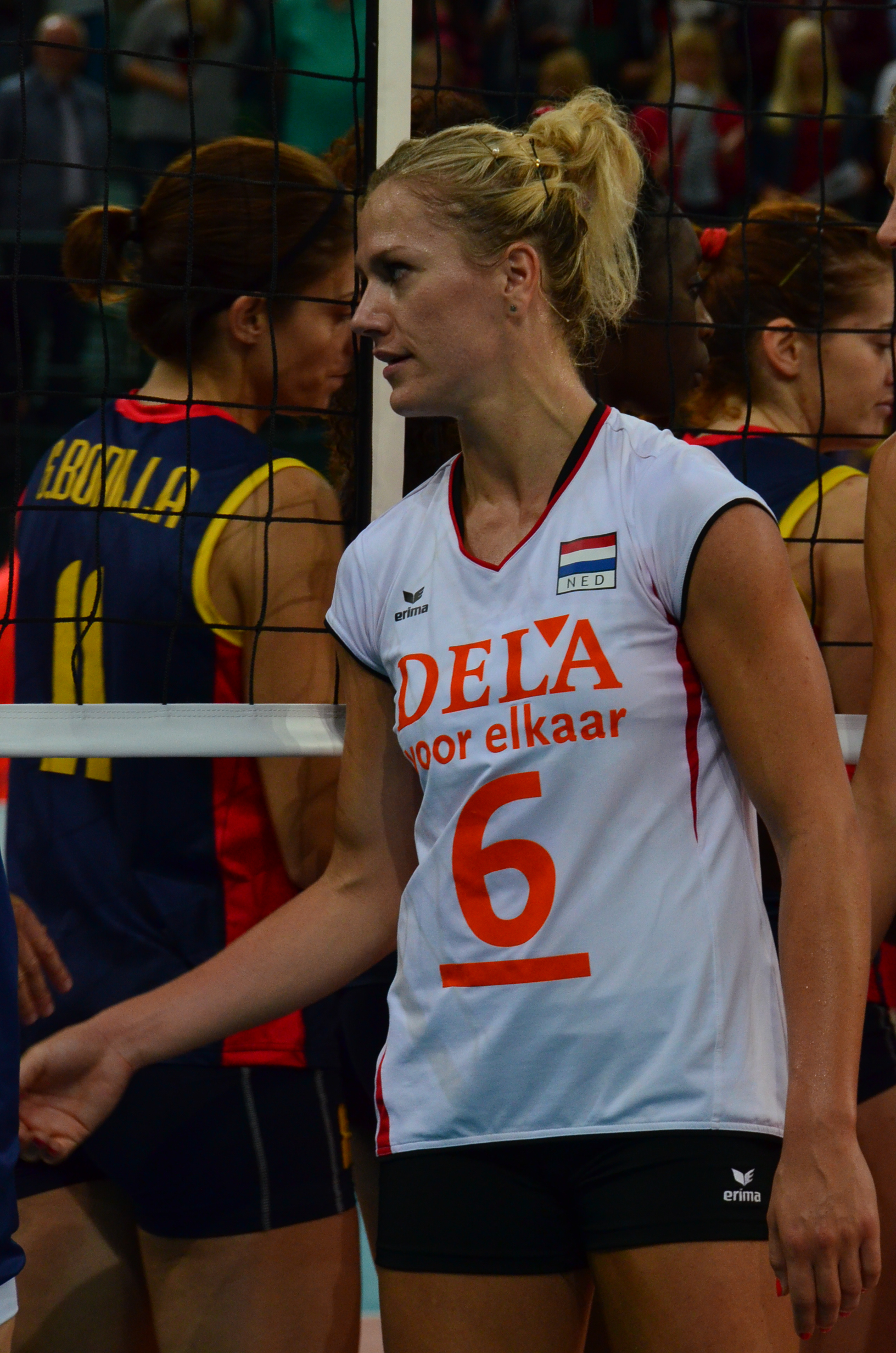
Maret Grothues reprezentantką Holandii

Maret Balkestein-Grothues; z d. Grothues (ur. 16 września 1988 w Almelo) – holenderska siatkarka, reprezentantka kraju, grająca na pozycji przyjmującej. Wicemistrzyni Europy 2009 i 2015.
Jej mężem jest holenderski hokeista na trawie Marcel Balkestein.

## Przebieg kariery
| Lata                      | Klub                          |
| ------------------------- | ----------------------------- |
| 2004–2006                 | Heutink Pollux                |
| 2006–2008                 | Longa'59                      |
| 2008–2011                 | TVC Amstelveen                |
| 2011–2012                 | Cariparma Sigrade Parma       |
| 2012–2012 (do 26.12.2012) | Cuatto Giaveno Volley         |
| 2012–2013 (od 28.12.2012) | Lokomotiv Baku                |
| 2013–2015                 | RC Cannes                     |
| 2015–2016                 | Atom Trefl Sopot              |
| 2016–2016 (do 02.12.2016) | Volksbank Südtirol Bolzano    |
| 2016–2017 (od 06.12.2016) | Fenerbahçe SK                 |
| 2017–2017 (do 07.12.2017) | Chemik Police                 |
| 2018–2018 (od 02.01.2018) | Pomì Casalmaggiore            |
| 2018–2019                 | CSM Bukareszt                 |
| 2019–2021                 | Aydın Büyükşehir Belediyespor |
| 2021–                     | Panathinaikos Ateny           |

## Sukcesy klubowe
Liga holenderska:
- 2009, 2010
- 2007
- 2011

Superpuchar Holandii:
- 2008, 2009

Puchar Holandii:
- 2009, 2010

Puchar Francji:
- 2014

Liga francuska:
- 2014, 2015

Liga polska:
- 2016

Puchar Turcji:
- 2017

Liga turecka:
- 2017

Liga rumuńska:
- 2019

Puchar Grecji:
- 2022[2]

Liga grecka:
- 2022[3], 2023[4], 2024[5]

## Sukcesy reprezentacyjne
Mistrzostwo Europy:
- 2009, 2015, 2017

Piemonte Woman Cup:
- 2010

Volley Masters Montreux:
- 2015

Grand Prix:
- 2016

## Nagrody indywidualne
- 2010: Najlepsza serwująca Mistrzostw Świata
- 2014: Najlepsza przyjmująca ligi francuskiej w sezonie 2013/2014